# East Harptree
East Harptree è un villaggio e parrocchia civile dell'Inghilterra, appartenente alla contea del Somerset che comprende anche il piccolo borgo di Coley. Si trova a 8,0 km a nord di Wells e 24,1 km a sud di Bristol, sul versante settentrionale delle Mendip Hills. La parrocchia ha una popolazione di 644 abitanti.